# 에베 슈바르츠
에베 슈바르츠(1901년 5월 3일 – 1964년 10월 19일)은 덴마크 축구 협회의 회장이었다.

## 경력
＊1954년 - 1962년 UEFA 초대 회장
＊1954년 - 1964년 덴마크 축구 협회 회장